# Hyalorrhipis clausii
Hyalorrhipis clausii is een rechtvleugelig insect uit de familie veldsprinkhanen (Acrididae). De wetenschappelijke naam van deze soort is voor het eerst geldig gepubliceerd in 1849 door Kittary.